# Тимелія-клинодзьоб чорновола
Тиме́лія-клинодзьо́б чорновола (Stachyris humei) — вид горобцеподібних птахів родини тимелієвих (Timaliidae). Мешкає в Гімалаях. 

## Таксономія
Вид названий на честь британського орнітолога Аллана Октавіана Юма. Раніше його відносили до роду Тимелія-клинодзьоб (Sphenocichla), олднак за результатами молекулярно-генетичного дослідження його було переведено до роду Тимелія-темнодзьоб (Stachyris). Світловола тимелія-клинодзьоб раніше вважалася підвидом чорноволої тимелії-клинодзьоба.

## Поширення і екологія
Чорноволі тимелії-клинодзьоби мешкають в Непалі, Бутані та в індійських штатах Сіккім, Західний Бенгал, Ассам і Аруначал-Прадеш. Вони живуть у вологих гірських тропічних лісах. Зустрічаються на висоті від 900 до 1950 м над рівнем моря, невеликими зграйками. Живляться комахами.

## Збереження
МСОП класифікує стан збереження цього виду як близький до загрозливого. За оцінками дослідників, популяція чорноволих тимелій-клинодзьобів становить від 2500 до 10000 птахів. Їм загрожує знищення природного середовища.